# 傑森·倫敦
傑森·倫敦（英語：Jason London，1972年11月7日—）是美國的一位演員。他最著名的作品是1993年電影《年少輕狂》。他出生在加利福尼亞州圣迭戈，他的雙胞胎兄弟傑瑞米·倫敦也是一位演員。

## 外部連結
- 傑森·倫敦在互联网电影资料库（IMDb）上的資料（英文）
- TCM电影资料库上傑森·倫敦的资料（英文）
- 在AllMovie上傑森·倫敦的頁面（英文）